# Мариевка (Рыбинск)
Мариевка — микрорайон в городе Рыбинске Ярославской области.

## Расположение
Мариевка расположена на юге Рыбинска, южнее городского центра. С севера микрорайон ограничен улицей Полиграфской, с востока — рекой Черёмуха (Черемха). На западе граничит с территорией бывшего завода «Призма» и садовым товариществом «Восход», граница — улица 1-я Выборгская. На юге граница совпадает с границей города Рыбинска и проходит севернее деревень Суховское и Малая Киселиха.
На севере Мариевка переходит в Гагаринский район.

## История
Название микрорайона происходит от названия посёлка Мариевка (Мареевка) . В дореволюционное время в посёлке строились дачи, чему способствовала природа — сосновый лес и река Черемуха.
С 1930-х годов на территории современных Гагаринского района и Мариевки был построен крупный массив частных домов, в том числе перевезенных из затопляемой зоны Рыбинского водохранилища. Часть домов сохранилась.
Современный этап развития микрорайона начался в 1970-е годы. В это время в Мариевку была перенесена промышленная площадка Рыбинского оптико-механического завода «Призма» и построено Рыбинское конструкторское бюро специального машиностроения (РКБСМ), позже названное КБ «Гюйс» ( а ещё позднее -АО "Тема") . В Мариевке началось строительство многоэтажных жилых домов для работников этих предприятий.
В 1990-е «Призма» и «Гюйс» фактически прекратили своё существование. В 1994 году на базе государственного предприятия КБ «Гюйс» от 7 Главного Управления Министерства электронной промышленности СССР создан Завод специального машиностроения ООО «Техно-центр», который стал известным разработчиком и производителем нестандартного специализированного оборудования в отрасли машиностроения.  
На территории «Призмы» также расположен основной производственный центр НПО «Криста», который является наиболее крупной компанией Рыбинска в сфере информационных технологий. В целом Мариевка — это спальный район рыбинского масштаба. Основная часть микрорайона удалена от оживленных транспортных магистралей и имеет много зеленых насаждений, включая островки соснового леса, поэтому экологическая обстановка в Мариевке благоприятная.

## Застройка
В отличие от более северного Гагаринского района, в Мариевке относительно немного частного сектора — его большая часть ушла под многоэтажную застройку. Частные дома присутствуют возле улицы Полиграфской, вдоль улицы Юбилейной, между улицами Ошанина и Волочаевская. Многие дома — деревянные бревенчатые, но имеются и кирпичные, построенные по типовым советским проектам.
Застройка микрорайона началась поздно — в 1970-е, поэтому в Мариевке почти нет хрущёвок. В небольшом количестве есть кирпичные пятиэтажки серии 1-447, чаще встречаются их улучшенные брежневские версии 1-447С. Из более ранней многоквартирной застройки в районе бывшего «Гюйса» имеется пара двухэтажных сталинок, хорошо заметных с проспекта Батова.
Основной объем застройки составляют панельные пятиэтажные дома с квартирами новой планировки серии 111-121 и 121-043. Присутствуют девятиэтажные дома с квартирами новой планировки, в основном панельные серии 121-043. Они располагаются по улицам Юбилейная, Волочаевская, 1-я Выборгская.
Застройка микрорайона не была завершена в связи с экономическим кризисом 1990-х. В результате в Мариевке имеются обширные пустые пространства, в некоторых местах многоэтажки располагаются посреди частных домов. По генеральному плану Рыбинска Мариевка рассматривается как перспективная территория для строительства. Частный сектор должен быть снесен и застроен многоквартирными домами, за исключением южной части улицы Ошанина. С начала 2010-х годов в Мариевке ведется строительство многоквартирных домов средней этажности (3-5 этажей) с поквартирным газовым отоплением. По улицам Волочаевская и Николая Невского строятся новые дома высотой 10 этажей; среди уже построенных — 10-этажный дом серии И-1723 компании «ЖилСтройСити». На юге Мариевки (улицы Ошанина и Николая Невского) ведется строительство коттеджей, планируется строительство охраняемого поселка из малоэтажных домов и таунхаусов.

## Инфраструктура
В Мариевке имеются две школы (№ 6, № 20), 4 детских сада, стадион «Звезда».
Мариевка удалена от основных транспортных потоков, поэтому торговля обслуживает местных жителей и представлена продуктовыми магазинами и универсамами сетей «Магнит», «Пятерочка», «Дружба». На перекрестке улиц Волочаевская и Юбилейная находятся мини-рынок «Волочаевский» и торговый центр «Квадрат».

## Транспорт
Микрорайон обслуживают автобусы № 10, № 12, №7, № 15, № 17, № 33, №180,  троллейбус № 6. Автобус № 12 и троллейбус № 6 ходят достаточно часто, поэтому из Мариевки можно без больших проблем доехать до городского центра, завода "НПО «Сатурн» и западной части Рыбинска. В северном направлении проспект переходит в улицу Горького и связывает Мариевку с Полиграфом, городским центром и далее с левобережной частью города посредством Рыбинского моста. Также до центра города из Мариевки можно доехать по улице Волочаевской. 
В 2021 году Волочаевская улица была продлена до окружной дороги. 